# Tebat Giri Indah
Tebat Giri Indah is een bestuurslaag in het regentschap Pagar Alam van de provincie Zuid-Sumatra, Indonesië. Tebat Giri Indah telt 6288 inwoners (volkstelling 2010).